# Maple Bluff
Maple Bluff är en ort i Dane County, Wisconsin, USA.